# Claus D.
Die Claus D. ist ein 1913 gebauter ehemaliger Schleppdampfer, der als Museumsschiff im Museumshafen Oevelgönne liegt. 

## Geschichte

### Ablieferung alsSchulau
Der Schlepper Claus D. wurde 1913 als Bau-Nr. 540 auf der Schiffswerfte und Maschinenfabrik AG (ehemals Janssen & Schmilinsky) in Hamburg-Steinwerder gebaut und als Schulau an die Ewerführerei J.H.N. Heymann abgeliefert. Im März 1933 übernahm die Ewerführerei und der Schleppdampfer-Betrieb J.P.W. Lütgens den Schlepper und nannte ihn Moorfleth. Er wurde zum Schleppen von Erzleichtern und in der Kiesfahrt eingesetzt. Außerdem zog er Elbkähne von Güster bei Lauenburg nach Hamburg. 

### Umbenennung inClaus D.
1956 übernahm Carl Robert Eckelmann die Firma Lütgens mitsamt Schiffspark. 1957 erhielt das Schiff auf der Schiffswerft M. A. Flint  einen neuen Dampfkessel und wurde nach dem Prokuristen Claus Dietrich Krabbenhöft in Claus D. umbenannt. Der Schlepper erhielt als einer der ersten dieser Art eine Schwerölfeuerung und war anschließend als Schutenschlepper im Hamburger Hafen, auf der Unterelbe und zeitweise bis in die Kieler Förde im Einsatz.

### Letztes aktives Dampfschiff im Hamburger Hafen
Als in den 1970er Jahren die Zeit der Dampfschlepper zu Ende ging, wurde die Claus D. nur noch als Dampfproduzent für die Tankreinigung von Tankern eingesetzt, dazu erhielt das Schiff einen unförmig wirkenden Funkenfänger im Schornstein. Die Claus D. war zeitweise noch bis 1983 im Einsatz. Sie galt damit als letztes aktives Dampfschiff im Hamburger Hafen und wurde danach im Travehafen aufgelegt.

### Übernahme in den Museumshafen Oevelgönne
1984 übergab Carl Robert Eckelmann den Dampfschlepper dem Museumshafen Oevelgönne e.V., wo er seitdem von einer ehrenamtliche Mannschaft mit viel Engagement betreut und gepflegt wird. Seitdem war das Schiff zu besonderen Anlässen wie dem Hamburger Hafengeburtstag oder dem  Harburger Hafenfest regelmäßig in Fahrt.
Am 24. August 2013 wurde das Schiff unter Denkmalschutz gestellt.

## Umbau zum Museumsschiff und Reparaturen

### Überholung in Harburg bei „Jugend in Arbeit Hamburg e.V.“
1994 wurde der Schlepper in Harburg bei der „Jugend in Arbeit Hamburg e.V.“ grundlegend saniert. Bei diesem Verein erhalten insbesondere Jugendliche eine Beschäftigung und eine berufliche Qualifikation. Als Arbeitsprojekte dienten auf dem Werftgelände wertvolle historische Museumsschiffe wie auch Claus D., der vollständig entkernt wurde. Dabei wurde der Schiffsrumpf saniert, der Dampfkessel neu berohrt, die Dampfmaschine überholt, die E-Technik neu installiert, der Aufbau des Steuerhauses komplett neu hergestellt und die Einrichtung der Kammern renoviert.

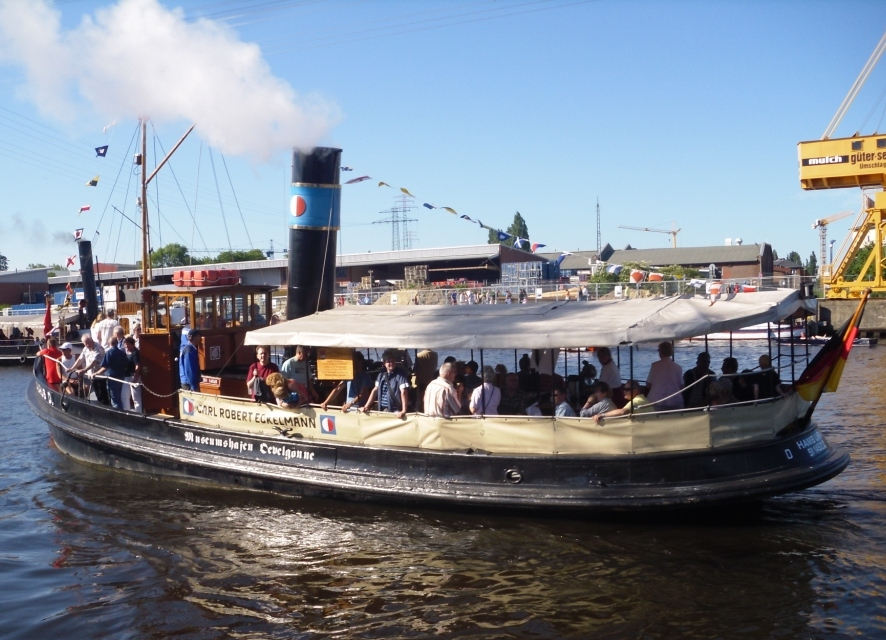
Claus D. mit Gästen in Fahrt

Nach vier Jahren Komplettsanierung kam Claus D. im Oktober 1998 in ihrem heutigen Aussehen wieder in Fahrt. Es werden jährlich rund 30 Ausfahrten mit Gästen durchgeführt, der Erlös dieser Fahrten dient zur Finanzierung der Betriebskosten.
Im Jahr 2007 wurde, nachdem die Betriebserlaubnis des alten Kessels abgelaufen war, ein neuer Kessel und die gesamte Kesselausrüstung erneuert und weitgehend nach alter Vorlage gefertigt. Finanziert wurde dies mit Hilfe einer Spendenaktion. Der Schlepper erhielt dabei eine Ölfeuerung. Auch andere Konservierungsarbeiten wurden im Rahmen dieser Reparaturmaßnahmen ausgeführt. 
Nach der Großreparatur mit einem neuen Kessel und der originalen Dampfmaschine ging Claus D. 2010 wieder in Fahrt. Die offizielle Einweihung erfolgte am 6. August 2010 im Museumshafen Oevelgönne, seitdem nimmt der Dampfer wieder an vielen Veranstaltungen teil.

## Technische Daten
Dampfmaschine und der ursprüngliche Kessel entstanden bei der Schiffswerft und Maschinenfabrik Janssen und Schmilinsky. 2009 wurde von der Fa. Uhlig Rohrbogen ein neuer Kessel geliefert.
- Einflammrohrkessel mit 73 m² Heizfläche, zul. Betriebsdruck: 12,5 bar
- Ölbrenner: Drehzerstäuber SKV 10

- Schiffsantrieb durch 2-Zylinder Verbunddampfmaschine
- Leistung: 162 kW (220 PS) bei 160/min

- Stromerzeugung durch stehende 1 Zyl. Dampfmaschine mit Generator
- Leistung: 14 PSe bei 1000/min
- Maschinenfabrik Buckau R. Wolf Baujahr 1963
- 2. Hilfsdiesel Fisher-Panda